# Li Chengjiang
Li Chengjiang (chinesisch 李成江, Pinyin Lǐ Chéngjiāng; * 28. April 1979 in Changchun, Jilin) ist ein ehemaliger chinesischer Eiskunstläufer, der im Einzellauf startete. Er ist der Vier-Kontinente-Meister von 2001.

## Karriere
Li begann im Alter von fünf Jahren mit dem Eiskunstlaufen. Dazu inspirierte ihn Chen Lu, die Weltmeisterin von 1995 und zweimalige Bronzemedaillen-Gewinnerin bei Olympischen Winterspielen, der er im lokalen Eisstadion zusah. Auch Lis Eltern waren Eisläufer und arbeiten nun als Trainer.
Li ist der erste Chinese, der einen ISU-Wettbewerb gewann (Vier-Kontinente-Meisterschaften 2001).
Bei der Eiskunstlauf-Weltmeisterschaft 2003 in Washington verfehlte er als Vierter eine Medaille nur knapp. Es war die beste Platzierung eines männlichen chinesischen Eiskunstläufers im Einzel. 2000, 2002 und 2005 wurde er Fünfter bei den Weltmeisterschaften.
Er nahm an den Olympischen Spielen 2002 in Salt Lake City und 2006 in Turin teil und beendete sie auf dem 9. und 16. Platz.
Der sechsfache chinesische Meister stand im Wettbewerb vierfache Toeloops wie auch vierfache Salchows. Sein Trainer war Haijun Gao, seine Choreographen Liu Wei und Lori Nichol. Seine persönliche Bestleistung sind 210,94 Punkte, die er beim Cup of Russia 2003 erreichte.
Er ist heute als Trainer von Einzelläuferinnen tätig. Die von Li betreuten Sportlerinnen Li Zijun und Zhang Kexin sind seit Chen Lu die ersten Chinesinnen, die in dieser Disziplin bei Weltmeisterschaften Plätze unter den ersten Zehn erreichten.

## Ergebnisse
| Wettbewerb / Jahr                 | 1997 | 1998 | 1999 | 2000 | 2001 | 2002 | 2003 | 2004 | 2005 | 2006 | 2007 | 2008 | 2009 |
| --------------------------------- | ---- | ---- | ---- | ---- | ---- | ---- | ---- | ---- | ---- | ---- | ---- | ---- | ---- |
| Olympische Winterspiele           |      |      |      |      |      | 9.   |      |      |      | 16.  |      |      |      |
| Weltmeisterschaften               |      |      |      | 5.   | 7.   | 5.   | 4.   | 10.  | 5.   | 9.   |      | 23.  |      |
| Vier-Kontinente-Meisterschaftenen |      |      | 2.   | 2.   | 1.   |      | 3.   |      | 2.   |      |      | 6.   | 11.  |
| Juniorenweltmeisterschaften       | 12.  | 7.   |      |      |      |      |      |      |      |      |      |      |      |
| Chinesische Meisterschaften       | 2.   | 1.   | 1.   | 2.   | 1.   | 1.   |      | 1.   |      |      | 1.   | 3.   |      |